# Casa Andina
Casa Andina es una cadena de hoteles peruana, propiedad de Intercorp y operada por la empresa de dicho país.  También ha ganado el premio a la creatividad empresarial 2008 otorgado por la Universidad Peruana de Ciencias Aplicadas, El Comercio, RPP y ATV.
Fundada en el año 2003, la empresa se ha convertido en la cadena hotelera más importante del país. Además de contar con restaurantes propios: Alma Bar Restaurante, La Plaza Bar & Grill y Sama Restaurante Café. Para enero de 2020, Casa Andina cuenta con un portafolio de 30 hoteles ubicados en 18 de los principales destinos del circuito turístico del Perú.
En 2017 se anunció una renovación de su imagen para extender más allá de su propuesta inicial, buscar una experiencia de hotel de clase internacional. Dentro de sus hoteles recurren a la decoración, la arquitectura, la gastronomía y pasatiempos basados en la experiencia regional donde están alojados.

## División
La cadena maneja tres tipos de hoteles, con atributos diferentes, considerando las necesidades y preferencias de sus viajeros:

### Premium
Segmento de alta gama, con instalaciones altamente confortables y con servicio orientado a la atención al detalle.
| Hotel                                            | Ubicación     | Región o departamento    |
| ------------------------------------------------ | ------------- | ------------------------ |
| Casa Andina Premium Cusco                        | Cuzco         | Departamento del Cuzco   |
| Casa Andina Premium Valle Sagrado Hotel & Villas | Valle Sagrado | Departamento del Cuzco   |
| Casa Andina Premium Miraflores                   | Lima          | Lima Metropolitana       |
| Casa Andina Premium Arequipa                     | Arequipa      | Departamento de Arequipa |
| Casa Andina Premium Puno                         | Puno          | Departamento de Puno     |
| Casa Andina Premium Piura                        | Piura         | Departamento de Piura    |

### Select
Segmento de gama media, con infraestructura moderna e innovadora y servicio proactivo. 
| Hotel                              | Ubicación | Región o departamento      |
| ---------------------------------- | --------- | -------------------------- |
| Casa Andina Select Pucallpa        | Pucallpa  | Departamento de Ucayali    |
| Casa Andina Select Zorritos Tumbes | Zorritos  | Departamento de Tumbes     |
| Casa Andina Select Chiclayo        | Chiclayo  | Departamento de Lambayeque |
| Casa Andina Select Moquegua        | Moquegua  | Departamento de Moquegua   |
| Casa Andina Select Arequipa Plaza  | Arequipa  | Departamento de Arequipa   |
| Casa Andina Select Miraflores      | Lima      | Lima Metropolitana         |
| Casa Andina Select Tacna           | Tacna     | Departamento de Tacna      |
| Casa Andina Select Paracas         | Paracas   | Departamento de Ica        |

### Standard
Segmento de gama económica, con servicios básicos.
| Hotel                                       | Ubicación | Región o departamento       |
| ------------------------------------------- | --------- | --------------------------- |
| Casa Andina Standard Machu Picchu           | Cuzco     | Departamento de Cuzco       |
| Casa Andina Standard Chincha                | Chincha   | Departamento de Ica         |
| Casa Andina Standard Puno                   | Puno      | Departamento de Puno        |
| Casa Andina Standard Nasca                  | Nasca     | Departamento de Ica         |
| Casa Andina Standard Cusco Koricancha       | Cuzco     | Departamento de Cuzco       |
| Casa Andina Standard Cusco Catedral         | Cuzco     | Departamento de Cuzco       |
| Casa Andina Standard Cusco Plaza            | Cuzco     | Departamento de Cuzco       |
| Casa Andina Standard Colca                  | Colca     | Departamento de Arequipa    |
| Casa Andina Standard Cusco San Blas         | Cuzco     | Departamento de Cuzco       |
| Casa Andina Standard Arequipa               | Arequipa  | Departamento de Arequipa    |
| Casa Andina Standard Miraflores Centro      | Lima      | Lima Metropolitana          |
| Casa Andina Standard Trujillo Plaza         | Trujillo  | Departamento de La Libertad |
| Casa Andina Standard Piura                  | Piura     | Departamento de Piura       |
| Casa Andina Standard Miraflores San Antonio | Lima      | Lima Metropolitana          |
| Casa Andina Standard Talara                 | Talara    | Departamento de Piura       |

## Logros y reconocimientos
- En el 2008 ganó el premio a la Creatividad Empresarial otorgado por la Universidad Peruana de Ciencias Aplicadas, El Comercio, RPP y Canal N.[5]

- En 2009 fue reconocida por el Latin American Travel Association, como la mejor Cadena Hotelera en América Latina.[6]